# 호계중학교 (경남)
호계중학교(虎溪中學校)는 대한민국 경상남도 창원시 마산회원구 내서읍 호계리에 있는 공립 중학교이다.

## 학교 연혁
- 2003년 1월 4일 : 호계중학교 설립 인가
- 2003년 3월 1일 : 초대 주종돈 교장 취임
- 2003년 3월 5일 : 입학식(7학급 270명)
- 2006년 2월 16일 : 제1회 졸업식
- 2014년 1월 17일 : 37학급 인가
- 2023년 2월 8일 : 제18회 졸업식(292명, 누계 6,718명)
- 2023년 3월 2일 : 제21회 입학식(10학급 271명)
- 2023년 9월 1일 : 제10대 나정흠 교장 취임

## 참고 자료
- 호계중학교 - 한국교육학술정보원 학교알리미